# Anthurium aduncum
Anthurium aduncum Schott, 1860 è una pianta della famiglia delle Aracee, endemica del Brasile.